# Тенги
Тенги (кирг. Теңги) — село в Ала-Букинском районе Джалал-Абадской области Кыргызстана. Административный центр Кёк-Серекского айылного аймака.

## География
Село расположено в юго-западной части области, на берегах реки Кёксарек (левый приток реки Гавасай), вблизи государственной границы с Узбекистаном, на расстоянии приблизительно 28 километров (по прямой) к юго-западу от села Ала-Бука, административного центра района. Абсолютная высота — 1166 метров над уровнем моря.

## Население
Согласно оценочным данным Национального статистического комитета Кыргызской Республики, численность населения села на начало 2023 года составляла 3780 человек.
| год     | 2009 | 2014 | 2015 | 2020 | 2021 | 2023 |
| ------- | ---- | ---- | ---- | ---- | ---- | ---- |
| человек | 2833 | 3351 | 3338 | 3729 | 3723 | 3780 |